# ستاره دریایی خاکستری
ستاره دریایی خاکستری (نام علمی: Luidia clathrata) نام یک گونه از رده ستاره دریایی است.